# GigaWing
Cet article concerne la série de jeux vidéo. Pour le premier jeu de cette série, voir GigaWing (jeu vidéo).
GigaWing est une série de jeux vidéo de type shoot 'em up à défilement vertical  développée par Takumi, et éditée par Capcom et Taito.

## Liste de jeux
| 1999 | GigaWing             |
| 2000 | GigaWing 2           |
| 2001 |                      |
| 2002 |                      |
| 2003 |                      |
| 2004 | GigaWing Generations |

La série a débuté en 1999, et comprend 3 jeux qui seront portés sur console.

### GigaWing
GigaWing est un jeu vidéo du type shoot 'em up à défilement vertical développé par Takumi et édité par Capcom sur borne d'arcade fonctionnant avec le système CPS-2 en février 1999. Le jeu est porté sur Dreamcast par Virgin Interactive en 1999.

### GigaWing 2
GigaWing 2 est un jeu vidéo du type shoot 'em up à défilement vertical développé par Takumi et édité par Capcom en 2000 sur borne d'arcade fonctionnant avec le système Naomi de Sega. Le jeu est porté sur Dreamcast en 2001.

### GigaWing Generations
GigaWing Generations est un shoot 'em up à défilement vertical développé par Takumi et édité par Taito en 2004 sur borne d'arcade équipée du système Taito Type X. Le jeu est porté le 24 mars 2005 sur PlayStation 2,,.

## Système de jeu
GigaWing  propose un gameplay de type shoot 'em up à défilement vertical.